# Sự biến Cam Lộ
Cam Lộ chi biến (chữ Hán: 甘露之变), là một cuộc chính biến cung đình nổ ra vào ngày 14 tháng 12 năm 835, tức ngày Nhâm Tuất tháng 11 ÂL năm Thái Hòa thứ 8 thời Đường Văn Tông trong lịch sử Trung Quốc, do các đại thần Lý Huấn và Trịnh Chú khơi nguồn, được sự ủng hộ của hoàng đế Văn Tông nhằm diệt trừ nạn hoạn quan tham chính. Tuy nhiên kế hoạch thất bại, các hoạn quan Cừu Sĩ Lương và Ngưu Hoằng Chí phát giác âm mưu và tập hợp lực lượng tiêu diệt các đại thần muốn lật đổ mình, dẫn đến một cuộc thảm sát cung đình.
Sau cuộc chính biến này, Đường Văn Tông bị nằm dưới sự kiểm soát của hoạn quan đến tận lúc qua đời (841).

## Nguyên nhân và sự chuẩn bị

### Hoạn quan lộng quyền
Từ sau loạn An Sử, triều đại nhà Đường dần dần bước vào thời kì suy yếu. Ở bên ngoài, các Tiết độ sứ được trao cho những lãnh địa rộng lớn bắt đầu tỏ ý li khai với triều đình, trong đó một số nhanh chóng bị đánh dẹp, một số Tiết độ sứ khác do có thế lực quá lớn khiến triều đình cũng không thể giành được thắng lợi trong những lần thảo phạt, cuối cùng phải công nhận chức vị của họ. Các Tiết độ sứ này nhiều lúc còn gây ra nhiều cuộc phản loạn lớn, đe dọa đến sự tồn tại của nhà Đường, như sự biến Phụng Thiên (783 - 784) dưới thời Đường Đức Tông. Đặc biệt ba trấn ở vùng Hà Bắc (Thành Đức, Ngụy Bác, Lư Long) xem như đã hoàn toàn nằm ngoài sự kiểm soát của nhà Đường từ năm 821.
Trong khi đó tình hình trong triều cũng rơi vào khủng hoảng với việc nhiều hoạn quan được trọng dụng, nắm được quyền lực và lấn át các hoàng đế, mở đầu là Lý Phụ Quốc dưới thời Đường Túc Tông (756 - 762). Sang thời Đường Đại Tông (762 - 779) và Đường Đức Tông (779 - 805), các hoàng đế tuy có thể loại bỏ được một số hoạn quan chuyên quyền, nhưng lại nhanh chóng tín nhiệm những hoạn quan khác, dẫn đến tình trạng hoạn quan chuyên quyền không những không bị dập tắt mà còn ngày một lớn mạnh. Sau thời Đức Tông, hoạn quan bắt đầu nắm được quyền kiểm soát triều chính và gây ra những vụ phế lập hay chính biến
1. Năm 805, Đường Thuận Tông Lý Tụng - vừa lên ngôi được 7 tháng và đang phát động một cuộc cải cách đất nước - đã bị nhóm hoạn quan, đứng đầu là Câu Văn Trân ép phải nhường ngôi cho con trai mình là thái tử Lý Thuần. Lý Thuần đăng cơ, tức là Đường Hiến Tông.[4]
2. Năm 820, bản thân Hiến Tông cũng bị hoạn quan Trần Hoằng Chí hạ độc sát hại, hưởng thọ 43 tuổi[5]
3. Sau cái chết của Hiến Tông, các hoạn quan nổ ra cuộc tranh chấp với nhau về người thừa kế ngôi vị. Tả Trung úy Thổ Đột Thừa Thôi âm mưu phế thái tử Hằng để lập Lễ vương Uẩn lên ngôi. Các hoạn quan khác là Vương Thủ Trừng, Mã Tiến Đàm, Lưu Thừa Giai... hợp sức tôn lập thái tử, giết Lễ vương Uẩn và Thổ Đột Thừa Thôi. Thái tử Hằng đăng cơ, tức là Đường Mục Tông.[5]
4. Năm 827, Đường Kính Tông (824 - 827, con Mục Tông) bị nhóm hoạn quan do Lưu Khắc Minh cầm đầu giết chết ở trong cung. Lưu Khắc Minh muốn khống chế triều đình và đưa con trai của Đường Hiến Tông là Giáng vương Lý Ngộ làm hoàng đế. Các hoạn quan gồm Xu mật sứ Vương Thủ Trừng, Trung úy Lương Thủ Khiêm, Ngụy Tòng Gián dẫn quân đội Thần Sách tiến vào cung tiêu diệt bọn Khắc Minh, tôn hoàng đệ Giang vương Hàm lên ngôi, tức là Đường Văn Tông (827 - 841)[6].

Tuy được hoạn quan ủng hộ lên ngôi, nhưng Văn Tông vẫn mang lòng thù oán bọn này chuyên quyền và muốn tìm cách tiêu diệt, và bí mật tìm cách liên kết với một số tể tướng để thực hiện việc này.

### Sự chuẩn bị của vua Đường
Giữa năm 830, Đường Văn Tông tìm cách liên hệ với Hàn lâm học sĩ Tống Thân Tích. Thấy Thân Tích là người có thể dùng được, Văn Tông phong ông ta làm tể tướng. Thân Tích lại tiến cử Lại bộ thị lang Vương Phan để giúp vua trong việc tiêu diệt hoạn quan sau này. Nhưng Vương Phan làm tiết lộ âm mưu này đến tai Vương Thủ Trừng, nên Thủ Trừng đã có sự chuẩn bị. Năm 831, Thủ Trừng ngầm giật dây cho Thần Sách đô ngu hậu Đậu Lư Trứ vu cáo Tống Thần Tích có ý đồ phế bỏ Văn Tông để lập hoàng đệ là Chương vương Lý Thấu. Văn Tông chưa truy xét kĩ càng đã vội tức giận, cho bãi chức Tống Thân Tích làm Tư mã Khai châu, Chương vương Thấu giáng làm Sào huyện công. Kế hoạch diệt trừ hoạn quan bước đầu thất bại.
Năm 834, dưới sự tiến cử của hoạn quan, Lý Trọng Ngôn (sau đổi tên là Lý Huấn) được bổ nhiệm lên chức tể tướng, đồng thời đại phu Trịnh Chú, vốn là người từng chữa bệnh cho Văn Tông cũng được trọng dụng. Hai người này khi trước vốn có quan hệ mật thiết với Vương Thủ Trừng. Văn Tông nghĩ rằng Lý Huấn và Trịnh Chú vốn được Vương Thủ Trừng tiến cử nên các hoạn quan sẽ không nghi ngờ hai người này, bèn bí mật liên lạc với họ và bàn kế diệt trừ hoạn quan. Vào mùa hạ năm 835, Lý Huấn và Trịnh Chú đề nghị lên Văn Tông một kế hoạch để yên định đất nước, gồm ba giai đoạn: Lúc đầu là tiêu diệt hoạn quan trong triều, sau đó là thu phục lại những vùng đất cũ bị người Thổ Phiên xâm chiếm, và thứ ba là tiêu diệt các Tiết độ sứ đang nắm quyền ở Hà Bắc.

## Diễn biến

### Tiêu diệt Vương Thủ Trừng và Trần Hoằng Chí
Mùa hạ năm 835, kế hoạch chống lại Vương Thủ Trừng bắt đầu. Lý Huấn và Trịnh Chú nhận thấy Thủ Trừng bất hòa với hoạn quan khác là Cừu Sĩ Lương, người từng tham gia tôn lập mình làm vua, nên tiến cử Cừu Sĩ Lương làm Tả Thần Sách trung úy để làm đối trọng với Thủ Trừng. Tuy nhiên về sau để xoa dịu Thủ Trừng, Văn Tông bèn hạ lệnh biếm chức một số hoạn quan có hiềm khích với ông ta, đuổi họ ra khỏi Trường An làm giám quân ở các nơi; như Vi Nguyên Tố bị đày đến Hoài Nam, Dương Thừa Hòa bị đày đi Tây Xuyên, Vương Tiễn Ngôn bị đày đến Hà Đông, sau đó ép ba người này phải tự sát. Còn Lý Huấn và Trịnh Chú ngày càng được Văn Tông sủng tín và liên tục thăng chức. Lý Huấn làm Binh bộ lang trung, Y tiền thị giảng học sĩ; Trịnh Chú là Công bộ thượng thư, Hàn lâm thị giảng học sĩ.
Hoạn quan Thôi Hoằng Chí là người trước kia đã sát hại Hiến Tông nhưng lâu nay không bị xử tội. Đến đây, Hoằng Chí đang làm Sơn Nam Đông đạo giám quân, Lý Huấn lập kế triệu về triều, đến Thanh Nê dịch thì sai đánh trượng đến chết. Sau đó, Trịnh Chú được cử làm Tiết độ sứ Phượng Tường để tập hợp thêm lực lượng, sau này có thể trong ngoài phối hợp, nhưng thực ra Lý Huấn cũng có kế hoạch nhân lúc này tìm cách loại bỏ Trịnh Chú khỏi triều đình. Vương Thủ Trừng sau đó được thăng làm Tả, hữu Thần Sách quan dung quân sứ, kiêm Thập nhị Vệ thống quân, kì thực là bị tước đi quyền lực. Sáu hoạn quan khác là Điền Nguyên Thao, Lưu Hành Thâm, Tiết Sĩ Can, Tự Tiên Nghĩa Dật, Lưu Anh cũng bất hòa Vương Thủ Trừng bị đày khỏi kinh thành, đến các trấn làm giám quân, về sau Văn Tông hạ lệnh ép phải tự tử, nhưng lệnh không được thi hành, bọn Nguyên Thao được vô sự.
Những sự việc này bề ngoài tuy có lợi cho Vương Thủ Trừng nhưng thực ra là để làm bớt đi sự đề phòng của ông ta. Sau đó, Lý Huấn và Trịnh Chú bí mật dâng thư xin Văn Tông nên nhân khi Thủ Trừng không phòng bị mà trừ đi. Văn Tông nghe theo, đến mùa đông năm 835 thì sai người mang rượu độc đến ép Vương Thủ Trừng phải uống. Bè đảng thời Nguyên Hòa đến đây bị tiêu diệt gần hết.

### Kế hoạch mới của Lý Hiếu Bổn
Trịnh Chú ở Phượng Tường đã mộ được hơn 100 tráng sĩ, làm thân binh. Ông ta dự định vào ngày tang lễ của Vương Thủ Trừng (20 tháng 12) sẽ đem số quân này về cung, nhân đó bắt giết tất cả các hoạn quan tham dự lễ tang. Tuy nhiên hoàng thân Lý Hiếu Bổn, vừa được phong làm tể tướng lại có hiềm khích với Trịnh Chú, nghĩ rằng nếu sự việc thành công thì công lao sẽ về Chú cả, nên tìm cách ra tay diệt trừ hoạn quan trước ngày ấy để giành công. Lý Hiếu phong Quách Hành Dư làm Tiết độ sứ Bân Ninh, Tiết độ sứ Hà Đông Lý Tái Nghĩa làm Thị trung; Vương Phan làm Tiết độ sứ Hà Đông. Những người này liên kết cùng Lý Hiếu Bổn chuẩn bị thực hiện chính biến diệt hoạn quan trước ngày 20 tháng 12. Kế hoạch của Lý Hiếu Bổn, chỉ có một vài đại thần trong triều như Hàn Ước, Vương Nhai, Thư Nguyên Dư... và cả Lý Huấn biết được.

### Kế hoạch bại lộ
Ngày 14 tháng 12, Văn Tông thiết triều ở Tử Thần điện. Hàn Ước, thân tín của Lý Hiếu Bổn đang thống lĩnh đội quân Kim Ngô, không tấu việc quân mà bảo rằng có vào đêm tối hôm trước có cam lộ xuất hiện trên một cây lựu gần trụ sở quân Kim Ngô, mục đích dụ các hoạn quan đến chỗ có mai phục và nhân đó các tể tướng dẫn quần thần đến chúc mừng Văn Tông vì trời ban phước xuống. Lý Huấn và Thư Nguyên Du khuyên Văn Tông nên đích thân đến xem. Hoàng đế bằng lòng, đi đến Hàm Nguyên Điện rồi lệnh tể tướng và lưỡng tỉnh quan đến xem trước. Lý Huấn bảo nếu để các đại thần đến trước thì nếu không phải cam lộ thì họ cũng phải tuyên bố mình bị lừa làm mất mặt triều đình. Văn Tông bèn sai Cừu Sĩ Lương, Ngưu Hoằng Chí dẫn chư hoạn quan cùng đến xem. Sau khi các hoạn quan rời cung, Huấn bảo Quách Hành Dư cùng Vương Phan:
Chuẩn bị nhận sắc lệnh.
Vương Phan nghe thấy sinh ra lo sợ, chỉ có Hành Dư quỳ xuống bái Văn Tông. Hơn 100 quân sĩ của Hành Dư và Phan đã được bố trí mai phục ở bên ngoài Đan Phụng môn. Lý Huấn sai triệu họ đến cổng nhận sắc lệnh, nhưng chỉ có Đông binh của Vương Phan nghe lệnh, còn quân Bân Ninh của Quách Hành Dư không tới.
Bọn Cừu Sĩ Lương theo Hàn Ước đến gần chỗ có cam lộ, bỗng thấy Hàn Ước biến sắc và đổ mồ hôi, Sĩ Lương sinh ra nghi ngờ, bèn hỏi
Tướng quân tại sao lại sợ đến thế.
Bỗng có gió mạnh thổi tới, Cừu Sĩ Lương vì thế phát hiện rất nhiều binh lính đang mai phục xung quanh cùng tiếng lanh canh của vũ khí, biết có người muốn hại mình nên vội cùng các hoạn quan khác bỏ chạy. Kim Ngô quân chuẩn bị đóng cửa Đan Phụng Môn để nhốt Sĩ Lương ở đó mà tiêu diệt, Sĩ Lương lên tiếng mắng nhiếc khiến họ quên việc đóng cửa, để ông ta thoát ra ngoài. Các hoạn quan chạy đến cung Hàm Nguyên, báo việc với Văn Tông.

### Giao tranh ở Hàm Nguyên điện
Lý Huấn thấy kế hoạch bị lộ, hoạn quan đã trốn thoát bèn mắng vệ sĩ Kim Ngô rồi bảo
Người nào vào điện bảo vệ thiên tử sẽ được thưởng tiền bách mân.
Trong khi đó ở điện Hàm Nguyên, hoạn quan nói với Văn Tông
Sự tình cấp bách, xin Bệ hạ nhanh chóng về cung.
Rồi phá vỡ cửa điện Hàm Nguyên, đưa Văn Tông chạy lên hướng bắc, trở về cung. Lý Huấn cho quân đuổi theo và hét lên
Thần tấu sự mà không hoàn thành được, bệ hạ không thể trở về cung.
Rồi cho quân lên điện, tấn công các hoạn quan. La Lập Ngôn suất 300 dũng sĩ từ Kinh Triệu tấn công từ hướng đông, Lý Hiếu dẫn 200 tráng sĩ tấn công từ hướng tây. Cuộc giao tranh diễn ra ác liệt tại điện Hàm Nguyên. Hơn 10 hoạn quan bị giết hoặc bị thương, nhưng bọn hoạn quan vẫn đưa được Văn Tông đến điện Tuyên Chánh. Lý Huấn khuyên vua dừng lại, nhưng Văn Tông không biết suy nghĩ đã quát mắng. Hoạn quan Si Chí Vinh nhân đó dùng vũ lực, đấm vào ngực Lý Huấn, Lý Huấn ngã xuống đất. Hoạn quan đưa Văn Tông đến điện Tuyên Chánh rồi đóng cửa lại. Thấy đại thế đã mất, quân sĩ Kim Ngô đang ở điện Hàm Nguyên tìm cách bỏ trốn; Lý Huấn cũng cướp lấy bộ quần áo màu xanh từ tên thuộc hạ rồi lên ngựa định chạy. Trên đường đi không ai nhận ra ông.
Trong khi đó các tể tướng Vương Nhai, Giả Tốc, Thư Nguyên Dư trở về Trung thư và cho rằng Văn Tông sẽ sớm triệu mình để bàn bạc việc xử lý hậu quả, nên vẫn làm việc như bình thường.

### Thảm sát đại thần
Lúc này Cừu Sĩ Lương đã biết được Văn Tông có dính dáng đến âm mưu chính biến này, nên nói ra những lời vô lễ trước mặt vua mà Văn Tông thì quá sợ không dám nói gì. Sĩ Lương sai Tả, hữu Thần Sách phó sứ Lưu Thái Luân và Ngụy Trọng Khanh suất mỗi người 500 cấm binh, được trang bị đao kiếm để bắt giết những người đồng lõa trong vụ này. Bọn Vương Nhai cùng các tể tướng ăn trưa mà không nghi ngờ gì, đến khi có người đến báo:
Có binh lính từ bên trong đi ra, gặp kẻ nào thì giết kẻ đó.
Các tể tướng cực kì sợ hãi, vội cùng các đại thần trọng Lưỡng tỉnh và quân Kim Ngô, tổng cộng khoảng 1000 người tranh nhau bỏ chạy. Cánh cửa quá hẹp, cuối cùng 600 người không kịp bỏ trốn vẫn bị mắc kẹt bên trong và khi quân Thần Sách kéo đến thì tất cả thành quỷ không đầu. Sĩ Lương lại chia quân ra đến tất cả mọi ngóc ngách trong cung môn và chư ti để bắt giết kì hết những đồng đảng còn lại. Các đại thần và dân chúng bị giết lên tới 1000, tư ấn và đồ tịch, văn thư bị phá hủy với số lượng lớn. Sau lại sai quân truy sát tặc đảng ở các ngả đường trong thành Trường An.
Thư Nguyên Dư một mình một ngựa chạy đến cửa An Hóa thì bị bắt; còn Vương Nhai - đã 70 tuổi cũng chạy đến một quán trà ở huyện Vĩnh Xương rồi cũng bị bắt và đưa đến trụ sở quân Thần Sách để các hoạn quan thẩm vấn. Nhai tuổi cao không chịu nổi cực hình, bèn khai rằng mình hợp mưu với Lý Huấn để phế truất Văn Tông mà tôn Trịnh Chú làm hoàng thượng. Còn Vương Phan chạy về phủ đệ ở Trường Hưng phường rồi đóng cửa và bố trí binh lính phòng bị. Các hoạn quan đuổi đến nơi, thấy Vương Phan có chuẩn bị như vậy bèn bảo:
Bọn Vương Nhai mưu phản bị trị tội, Thiên tử muốn phong cho Thượng thư làm tướng, ngư hộ quân lệnh biết ý.
Vương Phan cả mừng vội đi ra khỏi phủ. Chỉ đến khi ấy, thấy thái độ của bọn chúng đối xử với mình thì mới biết đã bị lừa. La Lập Ngôn cũng bị bắt ở thôn Thái Bình. Thân tín và người nhà của Vương Nhai tất cả đều bị tống giam vào ngục. Em họ của Lý Huấn là Lý Nguyên Cao cũng bị giết hại.
Quân đội Thần Sách tiếp tục truy bắt Lý Huấn, trên đường đi đã cướp bóc và giết chóc ở các hộ trong kinh đô. Ví dụ như cố Lĩnh Nam tiết độ sứ Hồ Chứng vốn là người giàu có, đám hoạn quan thấy vậy lấy cớ truy bắt loạn đảng mà xông vào nhà ông ta rồi vô cớ bắt giết con trai của Chứng là Hồ Ân. Nhiều tên vô lại trong thành cũng nhân đó trả thù những ai có hiềm khích với mình và cướp bóc khắp nơi.

### Kết cục
Sáng ngày Quý Hợi (15 tháng 12) các viên quan còn sống sót sau sự biến vào triều, nhưng cửa điện bị hoạn quan đóng lại. Mãi đến lúc mặt trời mọc lên cao thì mới cửa cửa Kiến Phúc cho các đại thần vào, nhưng quân Thần Sách lại chỉ cho phép quan lại vào cung một mình, cấm đem theo tùy tùng. Lúc Đường Văn Tông lên điện thì không thấy mặt các tể tướng và rất nhiều đại thần khác nắm giữ những chức vụ quan trọng. Văn Tông ngạc nhiên hỏi Cừu Sĩ Lương. Sĩ Lương đáp
Bọn Vương Nhai mưu phản đã bắt vào ngục rồi.
Sau đó trình bản cung khai của Vương Nhai lên, đồng thời triệu Tả bộc xạ Lệnh Hồ Sở và Hữu bộc xạ Trịnh Đàm thăng điện cùng xem. Văn Tông bi phẫn tột cùng vì biết có điều gian trá, nên hỏi Lệnh Hồ Sở. Lệnh Hồ Sở trả lời rằng bản cung khai là thật. Bèn giao cho Sở và Đàm xét án và bố cáo sự việc. Lệnh Hồ Sở viết bản cáo trạng về việc "mưu phản" nhưng trong đó có nhiều việc miêu tả một cách phù phiếm, khiến bọn Sĩ Lương không ưa, để rồi cuối cùng Lệnh Hồ Sở không được bổ làm tể tướng.
Trong khi đó tình hình trong thành vẫn hết sức rối loạn. Các tướng trong quân Thần Sách là Dương Trấn và Cận Toại Lương dẫn 500 quân đến trấn an, đánh trống cảnh báo vọn vô lại và giết được 10 tên vô lại, tình hình trở lại bình yên. Giả Tốc đang trên đường bỏ trốn cho rằng mình không thể thoát được, do đó đến cửa cung Hưng An xin nộp mình cho quân Thần Sách trị tội, bị đưa đến Tây quân. Lý Hiếu Bổn ngụy trang bằng một bộ quần áo màu xanh để che giấu hành tung và định trốn đến Phượng Tường, nhưng vẫn không bỏ đai lưng màu vàng, do vậy vẫn bị phát hiện và bị bắt ở phía tây Hàm Dương.
Ngày Giáp Tí (16 tháng 12), lấy Trịnh Đàm làm Đồng bình chương sự (tể tướng). Trong khi đó Lý Huấn chạy đến Chung Nam và muốn nương nhờ bạn thân là Tông Mật thiền sư, nhưng Tông Mật không tiếp nhận, do vậy Huấn xuống núi và định chạy đến Phượng Tường nhưng rốt cục bị Trưu Trất Trấn át sứ Tống Sở bắt được. Khi bị đưa đến Côn Minh, Huấn lo sợ rằng mình sẽ bị đám hoạn quan làm nhục, nên yêu cầu người hộ tống giết chết mình. Người này nghe theo, chém đầu Lý Huấn rồi gửi về Trường An. Ngày Ất Sửu, có chiếu phong Hộ bộ thị lang Lý Thạch làm tể tướng cùng Trịnh Đàm. Cùng hôm đó, 300 người lính của đội Tả Thần Sách áp giải Vương Nhai, Vương Phan, La Lập Ngôn, Quách Hành Dư; 300 người lính đội Hữu Thần Sách dẫn theo Giả Tốc, Thư Nguyên Dư, Lý Hiếu Bổn diễu hành khắp nơi trong thành rồi cùng bị đưa đến miếu xã, và tất cả đều bị giết dưới sự chứng kiến của tất cả đại thần. Họ bị chém ở ngang lưng rồi bị cắt đầu, treo ở bên ngoài Hưng An môn. Thân quyến không kể thân sơ đều bị giết. Những người còn nhỏ tuổi hoặc tì thiếp, con gái của các đại thần này bị sung làm nô tì. Chỉ có tộc tử của Thư Nguyên Dư là Thư Thủ Khiêm vốn bị ông nay ghét bỏ là được miễn tội tử. Trong mấy ngày này, hoạn quan nắm hết quyền hành và tự tiện ra các sắc lệnh không cần thông qua Văn Tông.
Ngày Nhâm Thân tháng 12 ÂL (18 tháng 12), Cố Sư Ung - người đã được cử đem chiếu diệt trừ bọn Điền Toàn Thao, Lưu Hành Thâm, Tiết Sĩ Can, Tự Tiên Nghĩa Dật, Lưu Anh (mặc dù sáu trấn không nhận lệnh) bị bắt đày ra Đam châu rồi bị bức tử ở Thương Sơn.
Ở Phượng Tường, Trịnh Chú chưa hay việc chính biến nên vẫn đưa quân đến Phù Phng theo kế hoạch cũ, mãi sau mới nghe tin Lý Huấn bị giết bèn nhanh chóng về trấn. Cừu Sĩ Lương bí mật mua chuộc giám quân Trương Trọng Thanh, cuối cùng Trọng Thanh cùng Lý Thúc Hòa ms sát Trịnh Chú trong một bữa tiệc rồi giết hết thân binh, gia thuộc của Trịnh Chú khoảng 1000 người. Ở Trường An, ngày Đinh Mão (19 tháng 12), các hoạn quan chuẩn bị tấn công Phượng Tường, đến hôm sau, 20 tháng 12 thì Lý Thúc Hòa mới đem thủ cấp của Trịnh Chú đến kinh rồi treo ở cửa Hưng An, quân đội triều đình lại trở về doanh như cũ.

## Hậu quả
Sau sự biến này, Cừu Sĩ Lương, Ngưu Hoằng Chí nắm quyền kiểm soát hoàng đế và triều đình. Sáu hoạn quan bị buộc phải tự sát được trở về kinh, và Điền Toàn Thao còn muốn tiếp tục một cuộc thảm sát để giết hết các đại thần. Cả thành Trường An do vậy rơi vào náo loạn. Chỉ khi Lý Thạch cùng Trần Quân Thưởng vẫn giữ bình tĩnh và bố trí quân phòng bị các ngả, thì tình hình mới được yên.
Mùa xuân năm 836, Tiết độ sứ Chiêu Nghĩa là Lưu Tòng Gián dâng sớ với lời lẽ gay gắt, tố cáo Cừu Sĩ Lương và các hoạn quan khác. Sĩ Lương cũng sinh ra lo sợ, nên đồng ý cho Văn Tông cùng các tể tướng có thể quyết định một số việc lớn trong triều. Nhưng khi Văn Tông hạ lệnh an táng cho Vương Nhai và một số đại thần tham gia chính biến thì ngay lập tức, Cừu Sĩ Lương sai quật mộ họ, ném thi thể xuống sông. Từ đó đến tận những năm cuối triều Đường, hoạn quan mỗi lúc một lộng hành và khuynh đảo triều đình, gây ra các vụ phế lập tiếp theo.